# 刺鰟鮍碘泡虫
刺鰟鮍碘泡虫（学名：Myxobolus acanthorhodi）为碘泡科碘泡虫属的动物。在中国，分布于湖北、江西、浙江等，营寄生生活，寄生在鳃、脾、眼、肠、心（大鳍橘、高体鰟鮍）、肾（兴凯橘、大鳍橘、高体鰟鮍）、肝、胆囊、肌肉、膀胱（兴凯橘）、鳔（高体鰟鮍）。